# إبراهيم معلوف
إبراهیم معلوف (بالإنجليزية: Ibrahim Maalouf) عازف بوق ومؤلف وموزع وأستاذ موسيقي مشهور عالميا. وهو مولود عام 1980 في بيروت، لبنان هو ابن عازف البوق نسيم معلوف، وعازفة البيانو ندى معلوف وحفيد الصحفي والاختصاصي الموسيقي رشدي المعلوف، وابن أخ الكاتب أمين معلوف.
يعيش إبراهیم معلوف في باريس، فرنسا.

## الألبومات
- 2007: Diasporas
- 2009: Diachronism
- 2011: Diagnostic
- 2012: Wind
- 2013: Illusions
- 2014: ...Au pays d'Alice مع Oxmo Puccino
- 2015: Red & Black Light
- 2015: Kalthoum

## روابط خارجية
- إبراهيم معلوف على موقع IMDb (الإنجليزية)
- إبراهيم معلوف على موقع ألو سيني (الفرنسية)
- إبراهيم معلوف على موقع ميوزك برينز (الإنجليزية)
- إبراهيم معلوف على موقع أول ميوزيك (الإنجليزية)
- إبراهيم معلوف على موقع ديسكوغز (الإنجليزية)
- إبراهيم معلوف على موقع قاعدة بيانات الفيلم (الإنجليزية)